# Matinée Group
Matinée Group és un grup promotor d'esdeveniments nocturns català. És la principal promotora del sector a Catalunya.
El seu set de DJs està format pels "Matinée All Stars": J.Louis, Iordee, Taito Tikaro, Andre Vicenzzo, G-Martin, Lydia Sanz, Flavio Zarza, Sergio-B, Jordi Lights, Dick Ray, Javier Medina i The Takers.

## Història[3]
La història del grup promotor comença l'any 1997. L'after hour dona nom a Matinée Group, fundat per Manolo Soria. Fa seves les sessions matinals dels dissabtes i atrauen als turistes d'Eivissa i també als incondicionals d'aquesta marca a Catalunya.
Després de diversos anys, el "Matinée World Tour" es consolida com una de les apostes amb més èxit de Matinée Group. A més les festes de Matinée Group a Londres són escollides com el millor esdeveniment del 2006 a la capital anglesa.
Durant el 2008 el "Matinée World Tour" segueix creixent sense parar, i després de consolidar-se com a millor festa a Londres per tercer any consecutiu, segueix creixent i visitant els millors clubs del món. El 2008 també neix el "Circuit Festival", el major esdeveniment per a gais i lesbianes.
Per acabar l'any el "Matinée Winter Festival" dona la benvinguda a l'any nou en una macrofesta al Pavelló Olímpic de Badalona fins al 2010, al Palau Sant Jordi el 2012.